# John Reid (Musiker)
John Robinson Reid (* 6. September 1963 in Glasgow, Glasgow City; † 15. Juni 2025) war ein britischer Musikproduzent, DJ und Sänger, der als Gründungsmitglied und kreativer Kopf des schottischen Musikprojekts Nightcrawlers internationale Bekanntheit erlangte.

## Karriere vor und mit den Nightcrawlers
In den ausgehenden 80ern gründete Reid gemeinsam mit Roy Hay (ehemaliges Gründungsmitglied bei Culture Club), das Duo This Way Up, bevor er als Songwriter für Eternal und Bad Boys Inc aktiv war.
Das Dance-Projekt Nightcrawlers gründete er in den frühen 90er Jahren. Der Durchbruch gelang der Gruppe mit dem 1993 veröffentlichten Song Push the Feeling On, der anfänglich mit Platz 80 der Billboard Hot 100 und Platz 22 der UK Singles Charts zu einem kleinen Charterfolg wurde. 1995 erzielte allerdings erst DJ Marc Kinchen mit den MK Mixes for ’95 einen großen Hiterfolg, der in Großbritannien und europaweit hohe Chartplatzierungen erzielte. Der Nachfolgesingle Surrender Your Love gelang es an diesem Erfolg anzuknüpfen. Die Top 40 Singles Don’t Let the Feeling Go, Let’s Push It, Should I Ever (Fall in Love) und Keep On Pushing Our Love waren anschließend weniger erfolgreich.
Der Dance-Klassiker Push the Feeling On ist schließlich in den 2000er und 2010er Jahren in weiteren erfolgreichen Neuauflagen und Versionen veröffentlicht worden. Die 2021 herausgebrachte Single Friday mit Riton nutzt ein Sample des Hits und erreichte Platz 4 der britischen Charts, womit das Musikprojekt nach 25 Jahren wieder eine Top-10-Platzierung erlangte.

## Solokarriere
Reid war neben seinem Dance-Projekt auch ein erfolgreicher Songwriter für andere Künstler. Er schrieb u. a. Tina Turners Hit When the Heartache Is Over aus dem Jahr 1999 mit, aber auch den Song Run Back Into Your Arms für Rod Stewart. Er war mit Simon Cowell befreundet und Co-Autor des Kelly Clarkson Castingshow-Hits A Moment Like This, von dem später auch Leona Lewis ein erfolgreiches Cover aufgenommen hat. Er hat als Songwriter außerdem für die spanische Sängerin Mónica Naranjo gearbeitet, und ihr die Songs No Voy A Llorar, If You Leave Me Now und Hotline geschrieben. Darüber hinaus komponierte er u. a. für Westlife den britischen Nummer-eins-Hit Unbreakable, für Bad Boys Inc. Whenever You Need Someone oder für Claire Richards den Weihnachtssong My Heart Is Heading Home (This Christmas).

## Komponierte Songs (Auswahl)

### Mit den Nightcrawlers (als Co-Autor oder Komponist)
- 1992/1995: Push The Feeling On
- 1995: Surrender Your Love
- 1995: Don't Let the Feeling Go
- 1996: Let's Push It
- 1996: Should I Ever (Fall in Love)
- 2009: Hotel Room Service (für Pitbull) (Sample von Push the Feeling On)
- 2011: Cryin' Over You (feat. Taio Cruz)
- 2021: Friday (mit Riton feat. Mufasa & Hyperman)

### Für andere Künstler (als Co-Autor oder Komponist)
- 1999: When the Heartache Is Over (für Tina Turner)
- 2000: Run Back Into Your Arms (für Rod Stewart)
- 2000/2001/2002: If You Leave Me Now, No Voy A Llorar & Hotline (für Mónica Naranjo)
- 2002/2006: A Moment Like This (für Kelly Clarkson und Leona Lewis)
- 2002/2010: Unbreakable & Closer (für Westlife)
- 2003: Angels Brought Me Here (für Guy Sebastian)
- 2004/2008: Everytime I Look at You & Enamorado (für II Divo)
- 2005: Love on My Mind (für Freemasons)
- 2006: Real Love (für Lee Ryan)
- 2006: Love At First Sight (für Blue)
- 2008 If This Is Love (für The Saturdays)
- 2009: Only You Can Love Me This Way (für Keith Urban)
- 2019: My Heart Is Heading Home (This Christmas) (für Claire Richards)

## Auszeichnungen
- Ivor Novello Award für A Moment Like This (Kelly Clarkson)[8]
- BMI-Song des Jahres für Only You Can Love Me This Way (Keith Urban)[8]